# UCI-Cyclocross-Weltcup 2004/05
Beim UCI-Cyclocross-Weltcup 2004/05 wurden von Oktober 2004 bis Februar 2005 durch die Union Cycliste Internationale Weltcup-Sieger im Cyclocross ermittelt. 
Zur Saison 2004/05 wurde die Anzahl der Männer-Rennen auf elf deutlich erhöht, die Anzahl der Frauen-Rennen dagegen auf vier reduziert. Zusätzlich fanden erstmals Rennen für die männliche U23 und Junioren statt.
Von der Saison 2004/05 bis zur Saison 2007/08 gab es keine offizielle Gesamtwertung in der Elite. Inoffizielle Gewinner der Gesamtwertung waren Daphny van den Brand bei den Frauen und Sven Nys bei den Männern.

## Elite

### Frauen
| Rnd | Datum             | Ort       | Erste                | Zweite               | Dritte               |
| --- | ----------------- | --------- | -------------------- | -------------------- | -------------------- |
| 1   | 14. November 2004 | Pijnacker | Daphny van den Brand | Laurence Leboucher   | Nadia Triquet        |
| 2   | 8. Dezember 2004  | Mailand   | Daphny van den Brand | Maryline Salvetat    | Marianne Vos         |
| 3   | 28. Dezember 2004 | Hofstade  | Hanka Kupfernagel    | Maryline Salvetat    | Daphny van den Brand |
| 4   | 16. Januar 2005   | Nommay    | Hanka Kupfernagel    | Daphny van den Brand | Maryline Salvetat    |

Gesamtwertung
keine offizielle Gesamtwertung

### Männer
| Rnd | Datum             | Ort              | Erster              | Zweiter             | Dritter             |
| --- | ----------------- | ---------------- | ------------------- | ------------------- | ------------------- |
| 1   | 10. Oktober 2004  | Wortegem-Petegem | Zdeněk Mlynář       | Sven Vanthourenhout | Mario De Clercq     |
| 2   | 28. Oktober 2004  | Tábor            | Kamil Ausbuher      | Sven Vanthourenhout | Erwin Vervecken     |
| 3   | 14. November 2004 | Pijnacker        | Sven Nys            | Richard Groenendaal | Sven Vanthourenhout |
| 4   | 27. November 2004 | Koksijde         | Erwin Vervecken     | Sven Nys            | Ben Berden          |
| 5   | 5. Dezember 2004  | Wetzikon         | Sven Nys            | Petr Dlask          | Erwin Vervecken     |
| 6   | 8. Dezember 2004  | Mailand          | Sven Nys            | Ben Berden          | Zdeněk Mlynář       |
| 7   | 28. Dezember 2004 | Hofstade         | Sven Nys            | Erwin Vervecken     | Enrico Franzoi      |
| 8   | 2. Januar 2005    | Aigle            | Sven Vanthourenhout | Sven Nys            | Erwin Vervecken     |
| 9   | 16. Januar 2005   | Nommay           | Sven Nys            | Tom Vannoppen       | Sven Vanthourenhout |
| 10  | 23. Januar 2005   | Hoogerheide      | Sven Nys            | Davy Commeyne       | Sven Vanthourenhout |
| 11  | 13. Februar 2005  | Lanarvily        | Sven Nys            | Richard Groenendaal | Enrico Franzoi      |

Gesamtwertung
keine offizielle Gesamtwertung

## U23

### Männer
| Rnd | Datum             | Ort       | Erster       | Zweiter                | Dritter               |
| --- | ----------------- | --------- | ------------ | ---------------------- | --------------------- |
| 1   | 14. November 2004 | Pijnacker | Martin Bína  | Geert Wellens          | Dieter Vanthourenhout |
| 2   | 5. Dezember 2004  | Wetzikon  | Martin Bína  | Radomír Šimůnek junior | Kevin Pauwels         |
| 3   | 28. Dezember 2004 | Hofstade  | Niels Albert | Radomír Šimůnek junior | Zdeněk Štybar         |
| 4   | 16. Januar 2005   | Nommay    | Simon Zahner | Zdeněk Štybar          | Kevin Pauwels         |

Gesamtwertung
| Platz | Name          | Punkte |
| ----- | ------------- | ------ |
| 1     | Martin Bína   | 178    |
| 2     | Simon Zahner  | 162    |
| 3     | Zdeněk Štybar | 158    |
| 4     | Kevin Pauwels | 130    |
| 5     | Geert Wellens | 117    |

## Junioren

### Männer
| Rnd | Datum             | Ort       | Erster            | Zweiter               | Dritter            |
| --- | ----------------- | --------- | ----------------- | --------------------- | ------------------ |
| 1   | 14. November 2004 | Pijnacker | Davide Malacarne  | Ricardo van der Velde | Rik van IJzendoorn |
| 2   | 5. Dezember 2004  | Wetzikon  | Julien Taramarcaz | Christoph Pfingsten   | Davide Malacarne   |
| 3   | 28. Dezember 2004 | Hofstade  | Davide Malacarne  | Pieter Vanspeybrouck  | Julien Taramarcaz  |
| 4   | 16. Januar 2005   | Nommay    | Yannick Martinez  | Julien Taramarcaz     | Davide Malacarne   |

Gesamtwertung
| Platz | Name                  | Punkte |
| ----- | --------------------- | ------ |
| 1     | Davide Malacarne      | 210    |
| 2     | Ricardo van der Velde | 158    |
| 3     | Julien Taramarcaz     | 155    |
| 4     | Christoph Pfingsten   | 104    |
| 5     | Jan Van Dael          | 95     |